# Tian Liang
Tian Liang (en xinès: 田亮; en pinyin: Tián Liàng) (Chongqing, República Popular de la Xina 1979) és un saltador xinès, ja retirat, guanyador de quatre medalles olímpiques.

## Biografia
Va néixer el 27 d'agost de 1979 a la ciutat de Chongqing, població situada al centre del país.

## Carrera esportiva
Va participar, als 16 anys, en els Jocs Olímpics d'Estiu de 1996 realitzats a Atlanta (Estats Units), on finalitzà quart en la prova masculina de plataforma de 10 metres. En els Jocs Olímpics d'Estiu del 2000 realitzats a Sydney (Austràlia) aconseguí guanyar dues medalles olímpiques: la medalla d'or en la prova de plataforma de 10 metres i la medalla de plata en la prova de plataforma de 10 metres sincronitzada, fent parella amb el saltador Hu Jia. En els Jocs Olímpics d'Estiu de 2004 realitzats a Atenes (Grècia) finalitzà tercer en la prova individual de plataforma de 10 metres i aconseguí guanyar la medalla d'or en la prova de plataforma de 10 metres sincronitzada al costat de Yang Jinghui.
Al llarg de la seva carrera ha guanyat 6 medalles en el Campionat del Món de natació, destacant entre elles tres medalles d'or. En els Jocs Asiàtics ha aconseguit guanyar dos títols.